# 1527
Portal Geschichte | Portal Biografien | Aktuelle Ereignisse | Jahreskalender | Tagesartikel

◄ |
15. Jahrhundert |
16. Jahrhundert
| 17. Jahrhundert | ►

◄ |
1490er |
1500er |
1510er |
1520er
| 1530er | 1540er | 1550er | ►

◄◄ |
◄ |
1523 |
1524 |
1525 |
1526 |
1527
| 1528 | 1529 | 1530 | 1531 | ► | ►►
Staatsoberhäupter  · Nekrolog  · Literaturjahr · Musikjahr   · Wissenschaftsjahr
| Januar | Januar | Januar | Januar | Januar | Januar | Januar | Januar |
| Kw     | Mo     | Di     | Mi     | Do     | Fr     | Sa     | So     |
| ------ | ------ | ------ | ------ | ------ | ------ | ------ | ------ |
| 1      |        | 1      | 2      | 3      | 4      | 5      | 6      |
| 2      | 7      | 8      | 9      | 10     | 11     | 12     | 13     |
| 3      | 14     | 15     | 16     | 17     | 18     | 19     | 20     |
| 4      | 21     | 22     | 23     | 24     | 25     | 26     | 27     |
| 5      | 28     | 29     | 30     | 31     |        |        |        |

| Februar | Februar | Februar | Februar | Februar | Februar | Februar | Februar |
| Kw      | Mo      | Di      | Mi      | Do      | Fr      | Sa      | So      |
| ------- | ------- | ------- | ------- | ------- | ------- | ------- | ------- |
| 5       |         |         |         |         | 1       | 2       | 3       |
| 6       | 4       | 5       | 6       | 7       | 8       | 9       | 10      |
| 7       | 11      | 12      | 13      | 14      | 15      | 16      | 17      |
| 8       | 18      | 19      | 20      | 21      | 22      | 23      | 24      |
| 9       | 25      | 26      | 27      | 28      |         |         |         |

| März | März | März | März | März | März | März | März |
| Kw   | Mo   | Di   | Mi   | Do   | Fr   | Sa   | So   |
| ---- | ---- | ---- | ---- | ---- | ---- | ---- | ---- |
| 9    |      |      |      |      | 1    | 2    | 3    |
| 10   | 4    | 5    | 6    | 7    | 8    | 9    | 10   |
| 11   | 11   | 12   | 13   | 14   | 15   | 16   | 17   |
| 12   | 18   | 19   | 20   | 21   | 22   | 23   | 24   |
| 13   | 25   | 26   | 27   | 28   | 29   | 30   | 31   |

| April | April | April | April | April | April | April | April |
| Kw    | Mo    | Di    | Mi    | Do    | Fr    | Sa    | So    |
| ----- | ----- | ----- | ----- | ----- | ----- | ----- | ----- |
| 14    | 1     | 2     | 3     | 4     | 5     | 6     | 7     |
| 15    | 8     | 9     | 10    | 11    | 12    | 13    | 14    |
| 16    | 15    | 16    | 17    | 18    | 19    | 20    | 21    |
| 17    | 22    | 23    | 24    | 25    | 26    | 27    | 28    |
| 18    | 29    | 30    |       |       |       |       |       |

| Mai | Mai | Mai | Mai | Mai | Mai | Mai | Mai |
| Kw  | Mo  | Di  | Mi  | Do  | Fr  | Sa  | So  |
| 18  |     |     | 1   | 2   | 3   | 4   | 5   |
| 19  | 6   | 7   | 8   | 9   | 10  | 11  | 12  |
| 20  | 13  | 14  | 15  | 16  | 17  | 18  | 19  |
| 21  | 20  | 21  | 22  | 23  | 24  | 25  | 26  |
| 22  | 27  | 28  | 29  | 30  | 31  |     |     |
| --- | --- | --- | --- | --- | --- | --- | --- |

| Juni | Juni | Juni | Juni | Juni | Juni | Juni | Juni |
| Kw   | Mo   | Di   | Mi   | Do   | Fr   | Sa   | So   |
| ---- | ---- | ---- | ---- | ---- | ---- | ---- | ---- |
| 22   |      |      |      |      |      | 1    | 2    |
| 23   | 3    | 4    | 5    | 6    | 7    | 8    | 9    |
| 24   | 10   | 11   | 12   | 13   | 14   | 15   | 16   |
| 25   | 17   | 18   | 19   | 20   | 21   | 22   | 23   |
| 26   | 24   | 25   | 26   | 27   | 28   | 29   | 30   |

| Juli | Juli | Juli | Juli | Juli | Juli | Juli | Juli |
| Kw   | Mo   | Di   | Mi   | Do   | Fr   | Sa   | So   |
| ---- | ---- | ---- | ---- | ---- | ---- | ---- | ---- |
| 27   | 1    | 2    | 3    | 4    | 5    | 6    | 7    |
| 28   | 8    | 9    | 10   | 11   | 12   | 13   | 14   |
| 29   | 15   | 16   | 17   | 18   | 19   | 20   | 21   |
| 30   | 22   | 23   | 24   | 25   | 26   | 27   | 28   |
| 31   | 29   | 30   | 31   |      |      |      |      |

| August | August | August | August | August | August | August | August |
| Kw     | Mo     | Di     | Mi     | Do     | Fr     | Sa     | So     |
| ------ | ------ | ------ | ------ | ------ | ------ | ------ | ------ |
| 31     |        |        |        | 1      | 2      | 3      | 4      |
| 32     | 5      | 6      | 7      | 8      | 9      | 10     | 11     |
| 33     | 12     | 13     | 14     | 15     | 16     | 17     | 18     |
| 34     | 19     | 20     | 21     | 22     | 23     | 24     | 25     |
| 35     | 26     | 27     | 28     | 29     | 30     | 31     |        |

| September | September | September | September | September | September | September | September |
| Kw        | Mo        | Di        | Mi        | Do        | Fr        | Sa        | So        |
| --------- | --------- | --------- | --------- | --------- | --------- | --------- | --------- |
| 35        |           |           |           |           |           |           | 1         |
| 36        | 2         | 3         | 4         | 5         | 6         | 7         | 8         |
| 37        | 9         | 10        | 11        | 12        | 13        | 14        | 15        |
| 38        | 16        | 17        | 18        | 19        | 20        | 21        | 22        |
| 39        | 23        | 24        | 25        | 26        | 27        | 28        | 29        |
| 40        | 30        |           |           |           |           |           |           |

| Oktober | Oktober | Oktober | Oktober | Oktober | Oktober | Oktober | Oktober |
| Kw      | Mo      | Di      | Mi      | Do      | Fr      | Sa      | So      |
| ------- | ------- | ------- | ------- | ------- | ------- | ------- | ------- |
| 40      |         | 1       | 2       | 3       | 4       | 5       | 6       |
| 41      | 7       | 8       | 9       | 10      | 11      | 12      | 13      |
| 42      | 14      | 15      | 16      | 17      | 18      | 19      | 20      |
| 43      | 21      | 22      | 23      | 24      | 25      | 26      | 27      |
| 44      | 28      | 29      | 30      | 31      |         |         |         |

| November | November | November | November | November | November | November | November |
| Kw       | Mo       | Di       | Mi       | Do       | Fr       | Sa       | So       |
| -------- | -------- | -------- | -------- | -------- | -------- | -------- | -------- |
| 44       |          |          |          |          | 1        | 2        | 3        |
| 45       | 4        | 5        | 6        | 7        | 8        | 9        | 10       |
| 46       | 11       | 12       | 13       | 14       | 15       | 16       | 17       |
| 47       | 18       | 19       | 20       | 21       | 22       | 23       | 24       |
| 48       | 25       | 26       | 27       | 28       | 29       | 30       |          |

| Dezember | Dezember | Dezember | Dezember | Dezember | Dezember | Dezember | Dezember |
| Kw       | Mo       | Di       | Mi       | Do       | Fr       | Sa       | So       |
| -------- | -------- | -------- | -------- | -------- | -------- | -------- | -------- |
| 48       |          |          |          |          |          |          | 1        |
| 49       | 2        | 3        | 4        | 5        | 6        | 7        | 8        |
| 50       | 9        | 10       | 11       | 12       | 13       | 14       | 15       |
| 51       | 16       | 17       | 18       | 19       | 20       | 21       | 22       |
| 52       | 23       | 24       | 25       | 26       | 27       | 28       | 29       |
| 1        | 30       | 31       |          |          |          |          |          |

| Januar | Januar | Januar | Januar | Januar | Januar | Januar | Januar |
| Kw     | Mo     | Di     | Mi     | Do     | Fr     | Sa     | So     |
| ------ | ------ | ------ | ------ | ------ | ------ | ------ | ------ |
| 1      |        | 1      | 2      | 3      | 4      | 5      | 6      |
| 2      | 7      | 8      | 9      | 10     | 11     | 12     | 13     |
| 3      | 14     | 15     | 16     | 17     | 18     | 19     | 20     |
| 4      | 21     | 22     | 23     | 24     | 25     | 26     | 27     |
| 5      | 28     | 29     | 30     | 31     |        |        |        |

| Februar | Februar | Februar | Februar | Februar | Februar | Februar | Februar |
| Kw      | Mo      | Di      | Mi      | Do      | Fr      | Sa      | So      |
| ------- | ------- | ------- | ------- | ------- | ------- | ------- | ------- |
| 5       |         |         |         |         | 1       | 2       | 3       |
| 6       | 4       | 5       | 6       | 7       | 8       | 9       | 10      |
| 7       | 11      | 12      | 13      | 14      | 15      | 16      | 17      |
| 8       | 18      | 19      | 20      | 21      | 22      | 23      | 24      |
| 9       | 25      | 26      | 27      | 28      |         |         |         |

| März | März | März | März | März | März | März | März |
| Kw   | Mo   | Di   | Mi   | Do   | Fr   | Sa   | So   |
| ---- | ---- | ---- | ---- | ---- | ---- | ---- | ---- |
| 9    |      |      |      |      | 1    | 2    | 3    |
| 10   | 4    | 5    | 6    | 7    | 8    | 9    | 10   |
| 11   | 11   | 12   | 13   | 14   | 15   | 16   | 17   |
| 12   | 18   | 19   | 20   | 21   | 22   | 23   | 24   |
| 13   | 25   | 26   | 27   | 28   | 29   | 30   | 31   |

| April | April | April | April | April | April | April | April |
| Kw    | Mo    | Di    | Mi    | Do    | Fr    | Sa    | So    |
| ----- | ----- | ----- | ----- | ----- | ----- | ----- | ----- |
| 14    | 1     | 2     | 3     | 4     | 5     | 6     | 7     |
| 15    | 8     | 9     | 10    | 11    | 12    | 13    | 14    |
| 16    | 15    | 16    | 17    | 18    | 19    | 20    | 21    |
| 17    | 22    | 23    | 24    | 25    | 26    | 27    | 28    |
| 18    | 29    | 30    |       |       |       |       |       |

| Mai | Mai | Mai | Mai | Mai | Mai | Mai | Mai |
| Kw  | Mo  | Di  | Mi  | Do  | Fr  | Sa  | So  |
| 18  |     |     | 1   | 2   | 3   | 4   | 5   |
| 19  | 6   | 7   | 8   | 9   | 10  | 11  | 12  |
| 20  | 13  | 14  | 15  | 16  | 17  | 18  | 19  |
| 21  | 20  | 21  | 22  | 23  | 24  | 25  | 26  |
| 22  | 27  | 28  | 29  | 30  | 31  |     |     |
| --- | --- | --- | --- | --- | --- | --- | --- |

| Juni | Juni | Juni | Juni | Juni | Juni | Juni | Juni |
| Kw   | Mo   | Di   | Mi   | Do   | Fr   | Sa   | So   |
| ---- | ---- | ---- | ---- | ---- | ---- | ---- | ---- |
| 22   |      |      |      |      |      | 1    | 2    |
| 23   | 3    | 4    | 5    | 6    | 7    | 8    | 9    |
| 24   | 10   | 11   | 12   | 13   | 14   | 15   | 16   |
| 25   | 17   | 18   | 19   | 20   | 21   | 22   | 23   |
| 26   | 24   | 25   | 26   | 27   | 28   | 29   | 30   |

| Juli | Juli | Juli | Juli | Juli | Juli | Juli | Juli |
| Kw   | Mo   | Di   | Mi   | Do   | Fr   | Sa   | So   |
| ---- | ---- | ---- | ---- | ---- | ---- | ---- | ---- |
| 27   | 1    | 2    | 3    | 4    | 5    | 6    | 7    |
| 28   | 8    | 9    | 10   | 11   | 12   | 13   | 14   |
| 29   | 15   | 16   | 17   | 18   | 19   | 20   | 21   |
| 30   | 22   | 23   | 24   | 25   | 26   | 27   | 28   |
| 31   | 29   | 30   | 31   |      |      |      |      |

| August | August | August | August | August | August | August | August |
| Kw     | Mo     | Di     | Mi     | Do     | Fr     | Sa     | So     |
| ------ | ------ | ------ | ------ | ------ | ------ | ------ | ------ |
| 31     |        |        |        | 1      | 2      | 3      | 4      |
| 32     | 5      | 6      | 7      | 8      | 9      | 10     | 11     |
| 33     | 12     | 13     | 14     | 15     | 16     | 17     | 18     |
| 34     | 19     | 20     | 21     | 22     | 23     | 24     | 25     |
| 35     | 26     | 27     | 28     | 29     | 30     | 31     |        |

| September | September | September | September | September | September | September | September |
| Kw        | Mo        | Di        | Mi        | Do        | Fr        | Sa        | So        |
| --------- | --------- | --------- | --------- | --------- | --------- | --------- | --------- |
| 35        |           |           |           |           |           |           | 1         |
| 36        | 2         | 3         | 4         | 5         | 6         | 7         | 8         |
| 37        | 9         | 10        | 11        | 12        | 13        | 14        | 15        |
| 38        | 16        | 17        | 18        | 19        | 20        | 21        | 22        |
| 39        | 23        | 24        | 25        | 26        | 27        | 28        | 29        |
| 40        | 30        |           |           |           |           |           |           |

| Oktober | Oktober | Oktober | Oktober | Oktober | Oktober | Oktober | Oktober |
| Kw      | Mo      | Di      | Mi      | Do      | Fr      | Sa      | So      |
| ------- | ------- | ------- | ------- | ------- | ------- | ------- | ------- |
| 40      |         | 1       | 2       | 3       | 4       | 5       | 6       |
| 41      | 7       | 8       | 9       | 10      | 11      | 12      | 13      |
| 42      | 14      | 15      | 16      | 17      | 18      | 19      | 20      |
| 43      | 21      | 22      | 23      | 24      | 25      | 26      | 27      |
| 44      | 28      | 29      | 30      | 31      |         |         |         |

| November | November | November | November | November | November | November | November |
| Kw       | Mo       | Di       | Mi       | Do       | Fr       | Sa       | So       |
| -------- | -------- | -------- | -------- | -------- | -------- | -------- | -------- |
| 44       |          |          |          |          | 1        | 2        | 3        |
| 45       | 4        | 5        | 6        | 7        | 8        | 9        | 10       |
| 46       | 11       | 12       | 13       | 14       | 15       | 16       | 17       |
| 47       | 18       | 19       | 20       | 21       | 22       | 23       | 24       |
| 48       | 25       | 26       | 27       | 28       | 29       | 30       |          |

| Dezember | Dezember | Dezember | Dezember | Dezember | Dezember | Dezember | Dezember |
| Kw       | Mo       | Di       | Mi       | Do       | Fr       | Sa       | So       |
| -------- | -------- | -------- | -------- | -------- | -------- | -------- | -------- |
| 48       |          |          |          |          |          |          | 1        |
| 49       | 2        | 3        | 4        | 5        | 6        | 7        | 8        |
| 50       | 9        | 10       | 11       | 12       | 13       | 14       | 15       |
| 51       | 16       | 17       | 18       | 19       | 20       | 21       | 22       |
| 52       | 23       | 24       | 25       | 26       | 27       | 28       | 29       |
| 1        | 30       | 31       |          |          |          |          |          |

## Ereignisse

### Politik und Weltgeschehen

#### Italienische Kriege

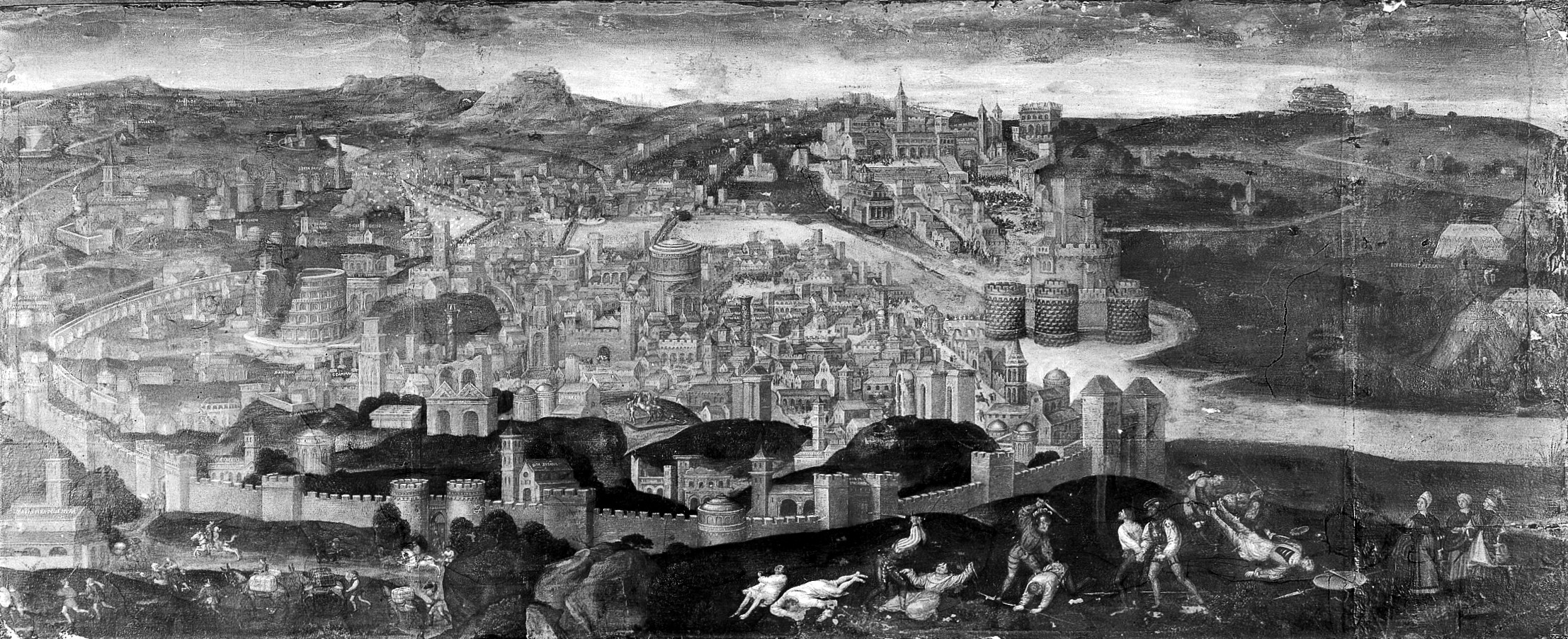
Sacco di Roma

- 6. Mai: Der Sacco di Roma, die Plünderung Roms durch die Söldnertruppen Karls V., der das Ende der italienischen Renaissance einläutet, beginnt mit der Einnahme des Borgo. Der Anführer der Söldner, Charles III. de Bourbon-Montpensier, kommt bei dem Angriff ums Leben, angeblich durch eine Kugel Benvenuto Cellinis. Papst Clemens VII. flieht vom Petersdom durch den Passetto di Borgo in die Engelsburg. 147 Mann der den Papst verteidigenden Päpstliche Schweizergarde fallen auf dem Petersplatz. Am nächsten Tag wird zunächst der Trastevere und dann das restliche Rom von den Söldnern eingenommen. Ohne einen von allen Truppen anerkannten Anführer gerät die kriegsübliche dreitägige Plünderung außer Kontrolle, und die Truppen rauben, vergewaltigen, foltern und töten nach Belieben. Dabei werden auch Anhänger Karls V. nicht verschont. Kirchen, Paläste und Krankenhäuser sowie der Vatikan werden geplündert und in Brand gesetzt. Zum Teil kommt es zu Kämpfen zwischen den eigentlich verbündeten Deutschen, Spaniern und papstfeindlichen Italienern um die Beute.

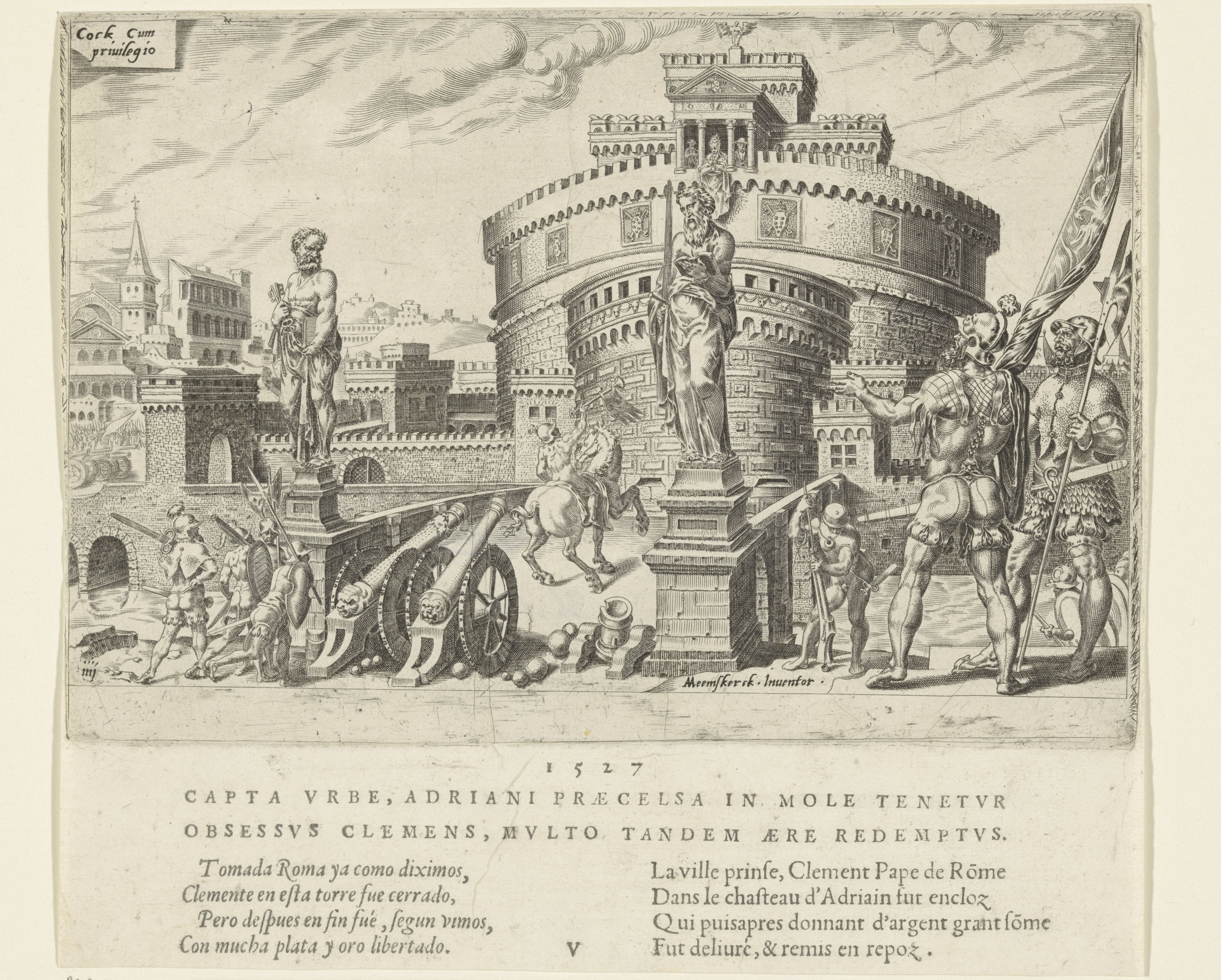
Belagerung der Engelsburg, Kupferstich 16. Jahrhundert

- 7. Juni: Clemens VII. kapituliert nach mehrwöchiger Belagerung der Engelsburg. Er muss die Festungen Ostia, Civitavecchia und Civita Castellana übergeben, auf die Städte Modena, Parma und Piacenza verzichten und 400.000 Dukaten sowie Lösegeld für die Befreiung der Gefangenen zahlen. Am 6. Dezember wird die Belagerung der Engelsburg aufgehoben, und Clemens VII. zieht nach Orvieto.
- 16./17. Mai: Filippo Strozzi der Jüngere vertreibt unter tatkräftiger Mithilfe seiner Frau Clarice, geborene de’ Medici, die Medici ein zweites Mal aus Florenz und errichtet neuerlich eine Republik. Ippolito und Alessandro de’ Medici sowie Kardinal Silvio Passerini als ihr Vormund verlassen die Stadt.

#### Weitere Ereignisse in Europa

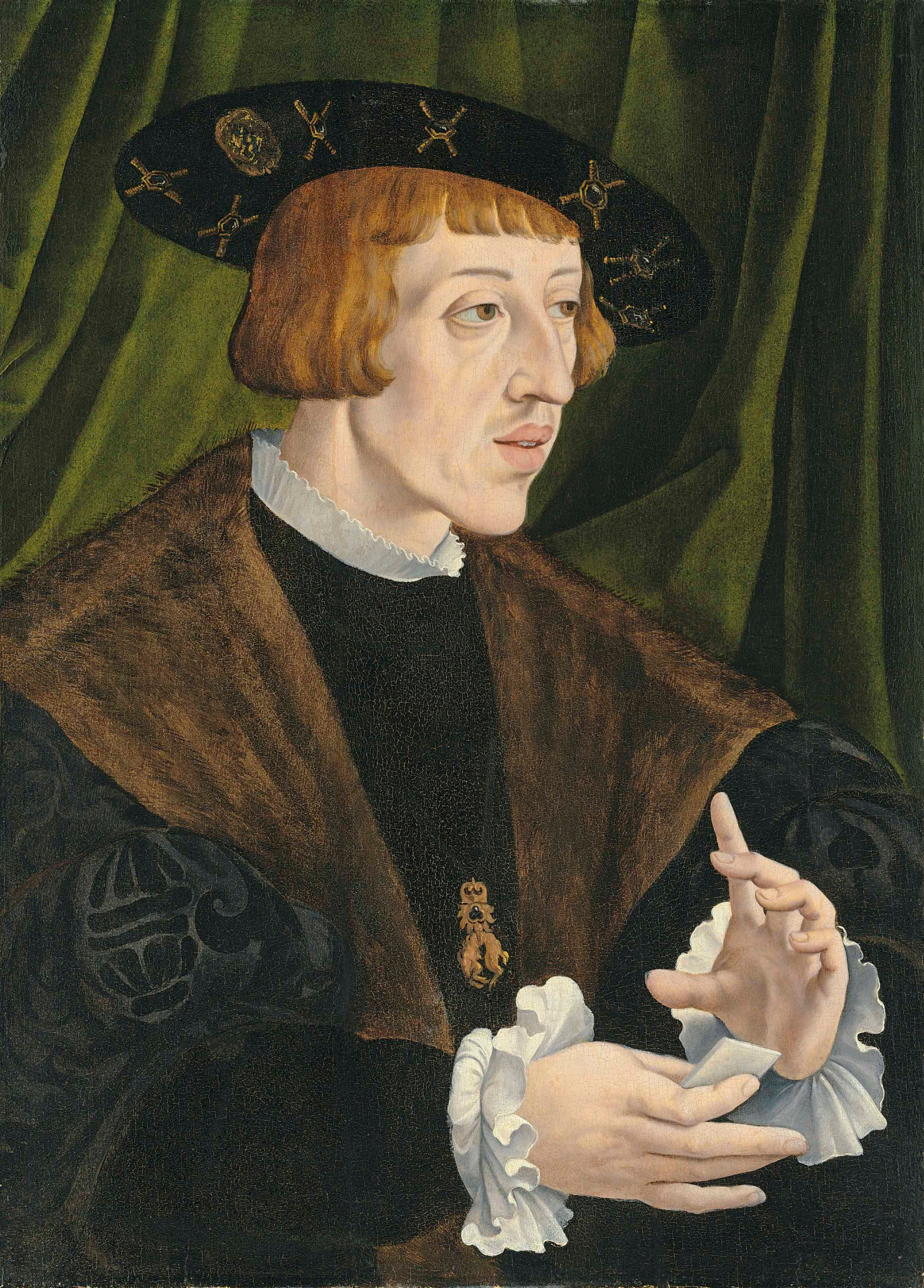
Erzherzog Ferdinand um 1530

- 1. Januar: Mit der Charta von Cetingrad wählt der kroatische Sabor den österreichischen Erzherzog Ferdinand I. aus dem Haus Habsburg zum König von Kroatien als Nachfolger des im Vorjahr kinderlos gefallenen kroatisch-ungarischen Königs Ludwig II. Jagiello.

#### Amerika und Pazifik
- 22. November: Im Zuge der Eroberung Guatemalas durch die Truppen Pedro de Alvarados wird die Hauptstadt nach Santiago de los Caballeros de Goathemala in der Nähe des späteren Antigua Guatemala verlegt.
- Der Spanier Juan Gaetano soll als erster Europäer auf Hawaii gelandet sein.

Das Inkareich bis 1527

- um 1527: Der Inkaherrscher Huayna Cápac stirbt ebenso wie ein Großteil seiner Truppen an den von den spanischen Konquistadoren eingeschleppten Pocken. Entgegen seinem Wunsch, dass das Inkareich nach seinem Tod aufgeteilt werden soll, kommt es zwischen seinen Söhnen zu einem Erbfolgekrieg: Huáscar nimmt seinen Halbbruder Atahualpa gefangen. Der darauf folgende jahrelange Kampf schwächt das Reich und begünstigt die spätere spanische Eroberung Perus.

#### Asien
- Am 22. Juni zerstören muslimische Truppen aus dem Königreich Demak unter ihrem Prinzen Fatahillah die Stadt Sunda Kelapa, den größten Hafen des hinduistischen Pajajaran-Reichs, das von portugiesischen Einheiten unterstützt wird. Anschließend errichtet Fatahillah an gleicher Stelle eine neue Stadt, die in Anspielung an den doppelten Sieg über die Streitkräfte der Portugiesen und des Königreiches Pajajaran den Namen Jayakarta (Großer Sieg) erhält.

### Wirtschaft
Am 29. April verleihen Herzog Johann III., der Friedfertige, und Herzogin Maria von Jülich, Kleve und Berg den Barmern und Elberfeldern das Privileg der „Garnnahrung“, das heißt das Monopol zu bleichen und zu zwirnen, laut dem nirgend in herzoglichen Landen gebleicht und gezwirnt werden darf als in Barmen und Elberfeld (beide heute zu Wuppertal).
- Zur Verwaltung der königlichen böhmischen Finanzen wird die Böhmische Kammer gegründet.

### Wissenschaft und Technik
- 1. Juli: Landgraf Philipp I. von Hessen gründet in Marburg die Alma Mater Philippina. Gleichzeitig wird auch das Gymnasium Philippinum als protestantisches Pädagogium eingerichtet.

### Kultur
- 12. Dezember: Der Niederländer Adrian Willaert tritt sein Amt als Domkapellmeister zu San Marco in Venedig an.

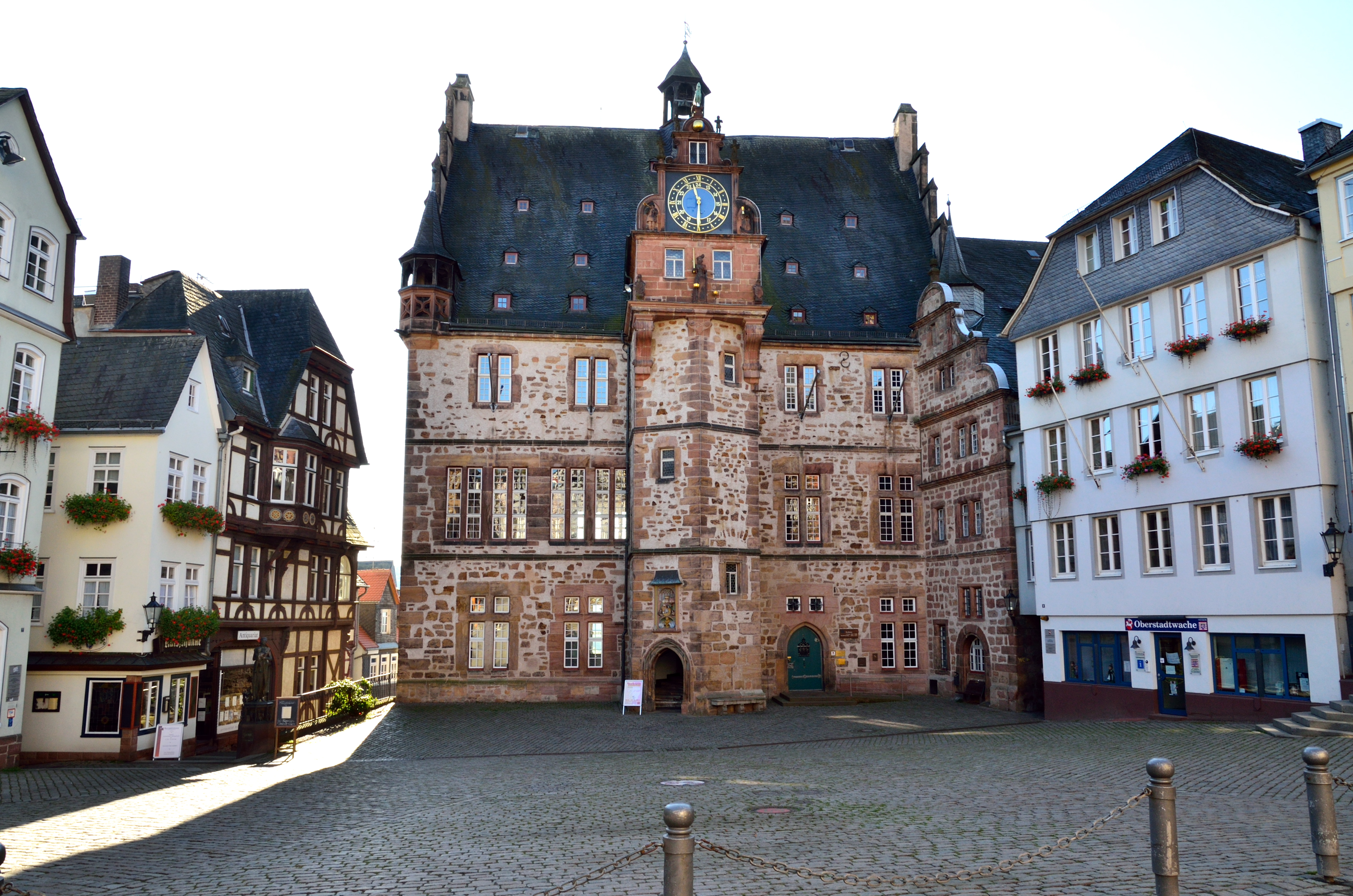
Das Rathaus von Marburg

- Das Marburger Rathaus wird nach 15-jähriger Bauzeit fertiggestellt.
- In Straßburg erscheint auf einem Liedblatt das deutschsprachige Kirchenlied Im Frieden dein, o Herre mein des Reformators  Johannes Anglicus auf der Grundlage des biblischen Nunc dimittis. Die Melodie stammt vermutlich von Wolfgang Dachstein.

### Gesellschaft und Sport
- Mit den Statuten von Galway wird das 1367 ausgesprochene Verbot des Hurling in Irland erneuert.
- Duncan Campbell sichtet angeblich ein Ungeheuer im Loch Ness.

### Religion

#### Die Täuferbewegung

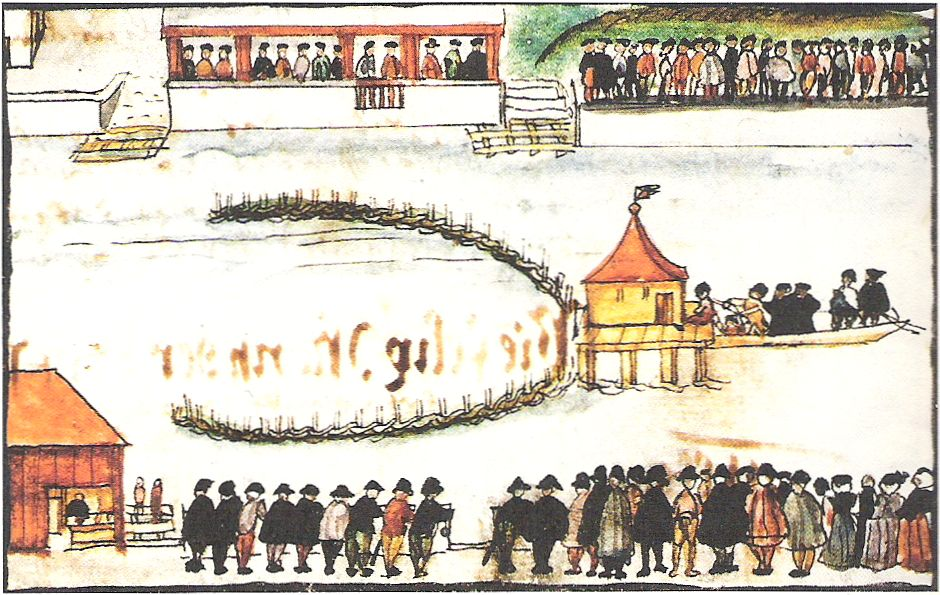
Felix Manz wird in der Limmat ertränkt, Darstellung aus dem 17. Jh.

- 5. Januar: Felix Manz wird wegen seines aufrührerischen Wesens, seiner Zusammenrottung gegen die Obrigkeit und weil er gegen die christliche Regierung und die bürgerliche Einheit gehandelt hat als erster Märtyrer der Zürcher Täuferbewegung in der Limmat ertränkt.
- 8. Februar: Georg Wagner, genannt Carpentarius, wird als erster Märtyrer der Täuferbewegung außerhalb der Schweiz in München auf dem Scheiterhaufen hingerichtet. Der Fall erregt vor allem wegen Wagners Standhaftigkeit trotz grausamer Folter und seiner großen Gefasstheit auf dem Weg zum Richtplatz und selbst noch bei der Hinrichtung Aufsehen.

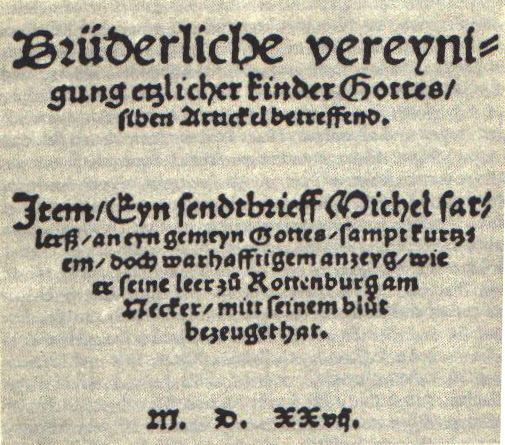
Titelseite der Schleitheimer Artikel

- 24. Februar: Auf einer Zusammenkunft der Schweizer Brüder werden in Schleitheim die von Michael Sattler ausgearbeiteten Schleitheimer Artikel angenommen. Für viele Täufer, insbesondere die Hutterer und Mennoniten, bilden die Artikel bis in die Gegenwart hinein eine wichtige Bekenntnisgrundlage ihrer Lehre.

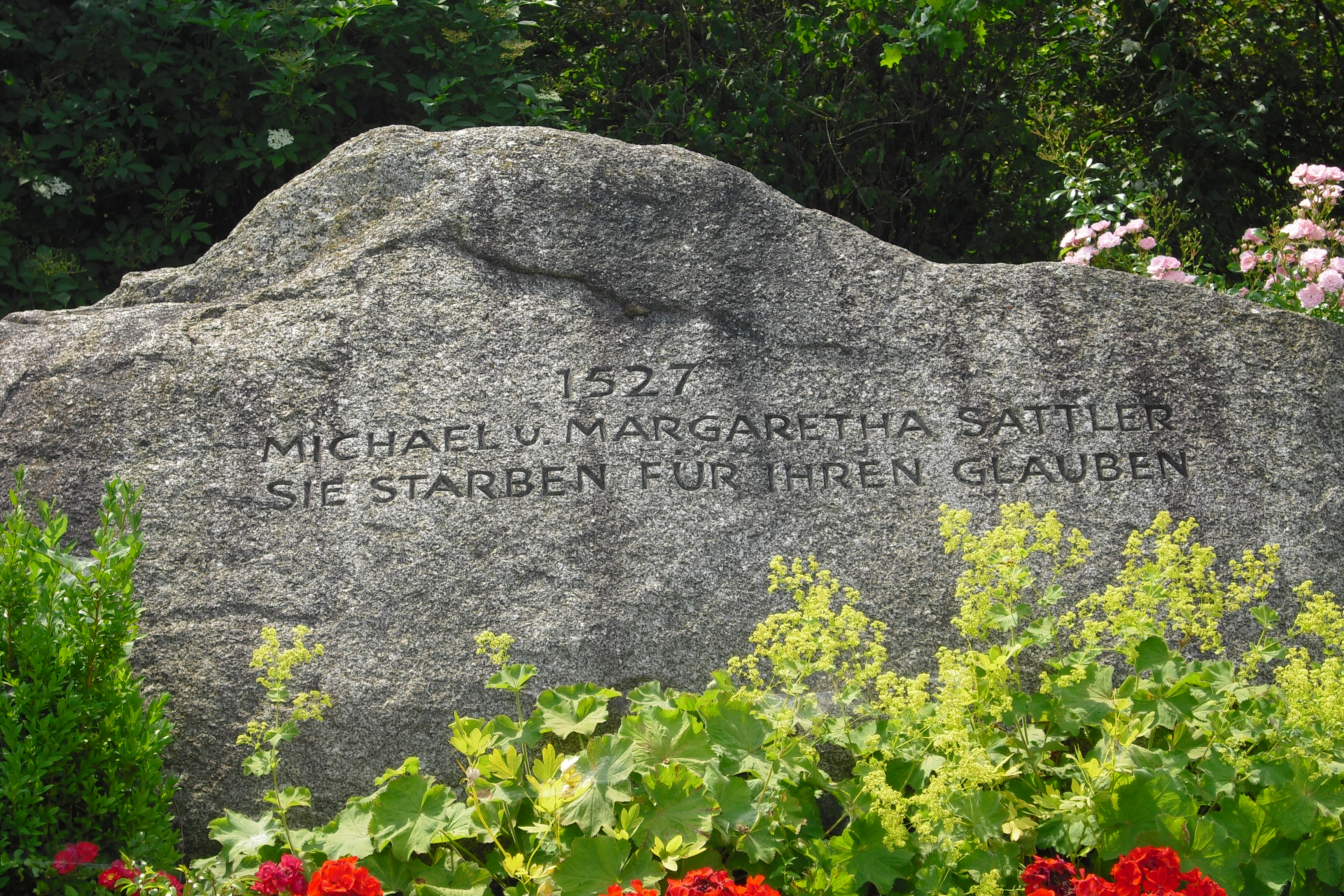
Gedenkstein für das Ehepaar Sattler in Rottenburg am Neckar

- 21. Mai: Michael Sattler wird wegen Ketzerei in Rottenburg am Neckar hingerichtet. Wenige Tage später wird auch seine Ehefrau Margarete im Neckar ertränkt.
- Vom 20.  bis 24. August findet in Augsburg eine Zusammenkunft von rund 60 Täuferführern aus dem süddeutschen Raum statt mit dem Ziel, eine Übereinkunft zwischen den Anhängern der Schleitheimer Artikel und den radikal-apokalyptischen Täufern um Hans Hut zu finden. Hut lehnt es zwar ab, seine Prophezeiungen zurückzunehmen, verspricht  jedoch, fürderhin sie nicht öffentlich zu lehren sondern sie nur noch denen mitzuteilen, die privat dieses selbst herzlich begehren. Da viele Teilnehmer dieser Synode in den nächsten Jahren den Märtyrertod erleiden, wird das Treffen später unter dem Namen Augsburger Märtyrersynode bekannt.

#### Weitere Ereignisse im Zuge der Reformation
- 10. Mai: In Meersburg findet der Prozess gegen den evangelisch gesinnten Frühmessner (Pfarrer) Johann Hüglin und dessen anschließende Hinrichtung statt. Hüglin wird heute als Märtyrer im Evangelischen Namenkalender der Evangelischen Kirche in Deutschland geführt.
- Oktober: Das Franziskanerkloster Marburg wird ebenso wie zahlreiche andere Klöster im Zuge der Reformation vom hessischen Landtag aufgehoben.

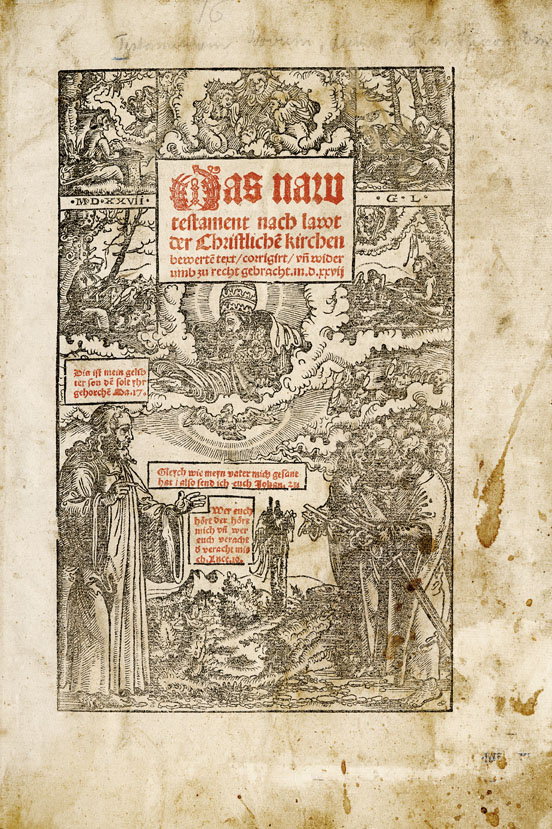
Das naw testament, 1527

- Hieronymus Emser bringt eine Übersetzung des Neuen Testaments heraus. Es handelt sich um eine Gegenübersetzung zur Bibelübersetzung Martin Luthers, dem er Übersetzungslügen vorwirft.

## Historische Karten und Ansichten

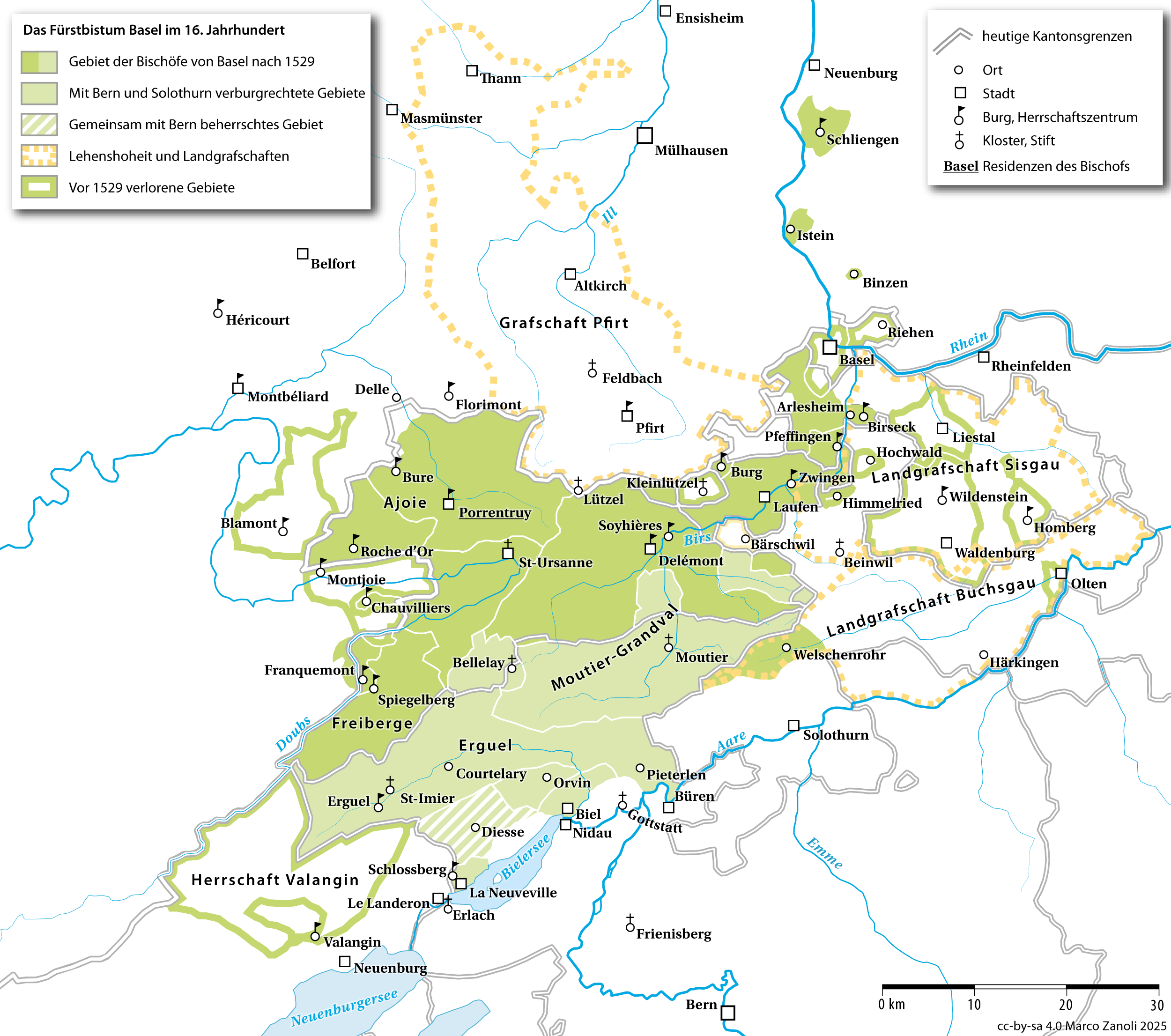
Das Hochstift Basel 1527

## Geboren

### Geburtsdatum gesichert
- 28. Januar: Paul Dumerich, deutscher Pädagoge und Professor († 1583)
- 04. März: Ludwig Lavater, Schweizer reformierter Theologe, Antistes der Zürcher Kirche († 1586)
- 05. März: Ulrich, Herzog zu Mecklenburg und Administrator des Bistums Schwerin († 1603)
- 10. März: Alfonso d’Este di Montecchio, Markgraf von Montecchio († 1587)
- 29. März: Zaccaria Dolfin, venezianisch-österreichischer Kardinal († 1583)
- 14. April: Abraham Ortelius, niederländischer Geo- und Kartograph († 1598)

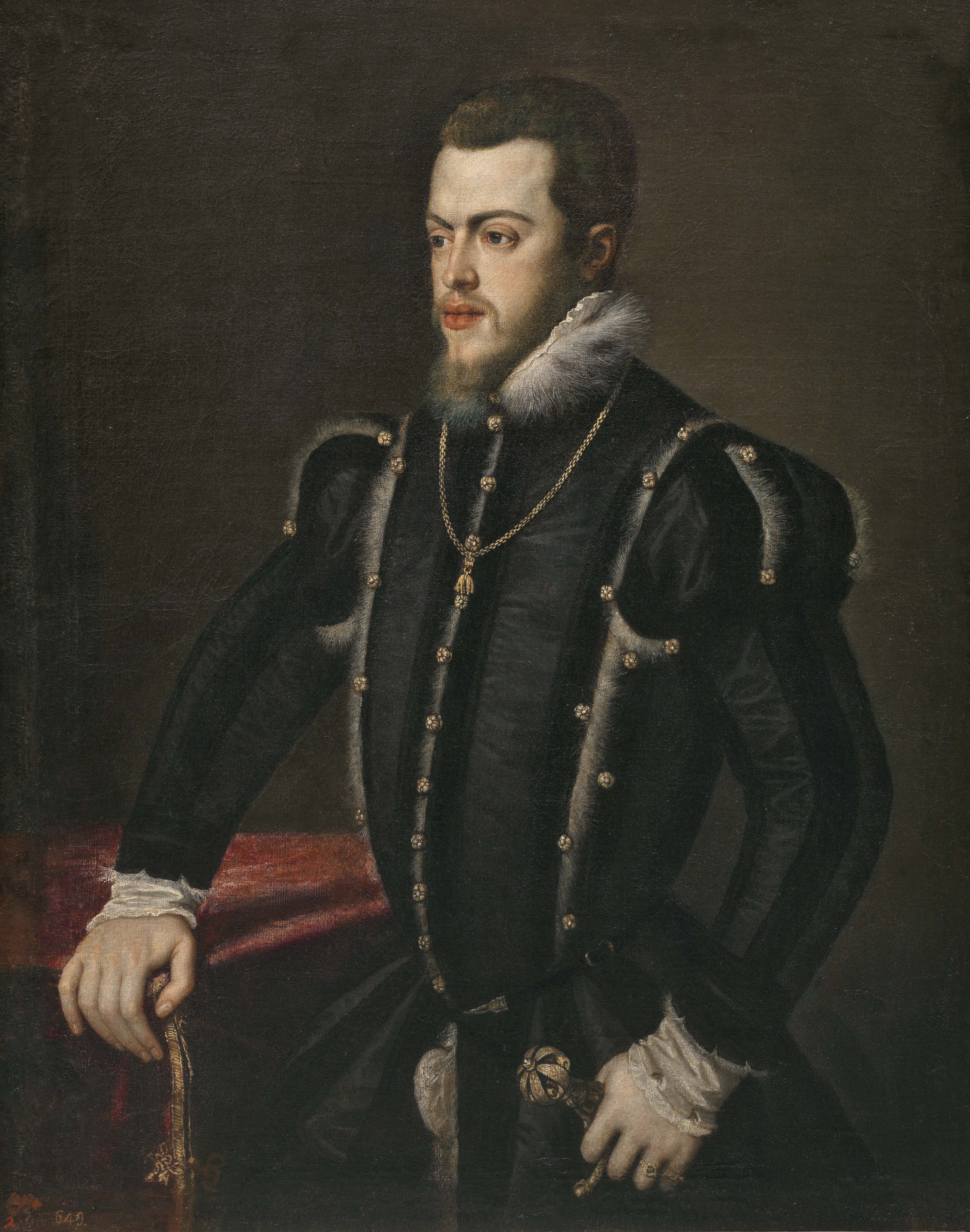
Philipp II. als Kronprinz, Gemälde von Tizian

- 21. Mai: Philipp II., König von Spanien und als Philipp I. König von Portugal († 1598)
- 31. Mai: Agnes von Hessen, Kurfürstin von Hessen († 1555)
- 11. Juni: Anna Sophie, Prinzessin von Preußen und Herzogin zu Mecklenburg († 1591)
- 15. Juni: Jacob Runge, deutscher lutherischer Theologe und Reformator († 1595)
- 13. Juli: John Dee, englischer Philosoph, Mathematiker, Astrologe, Alchemist und Mystiker († 1608/09)

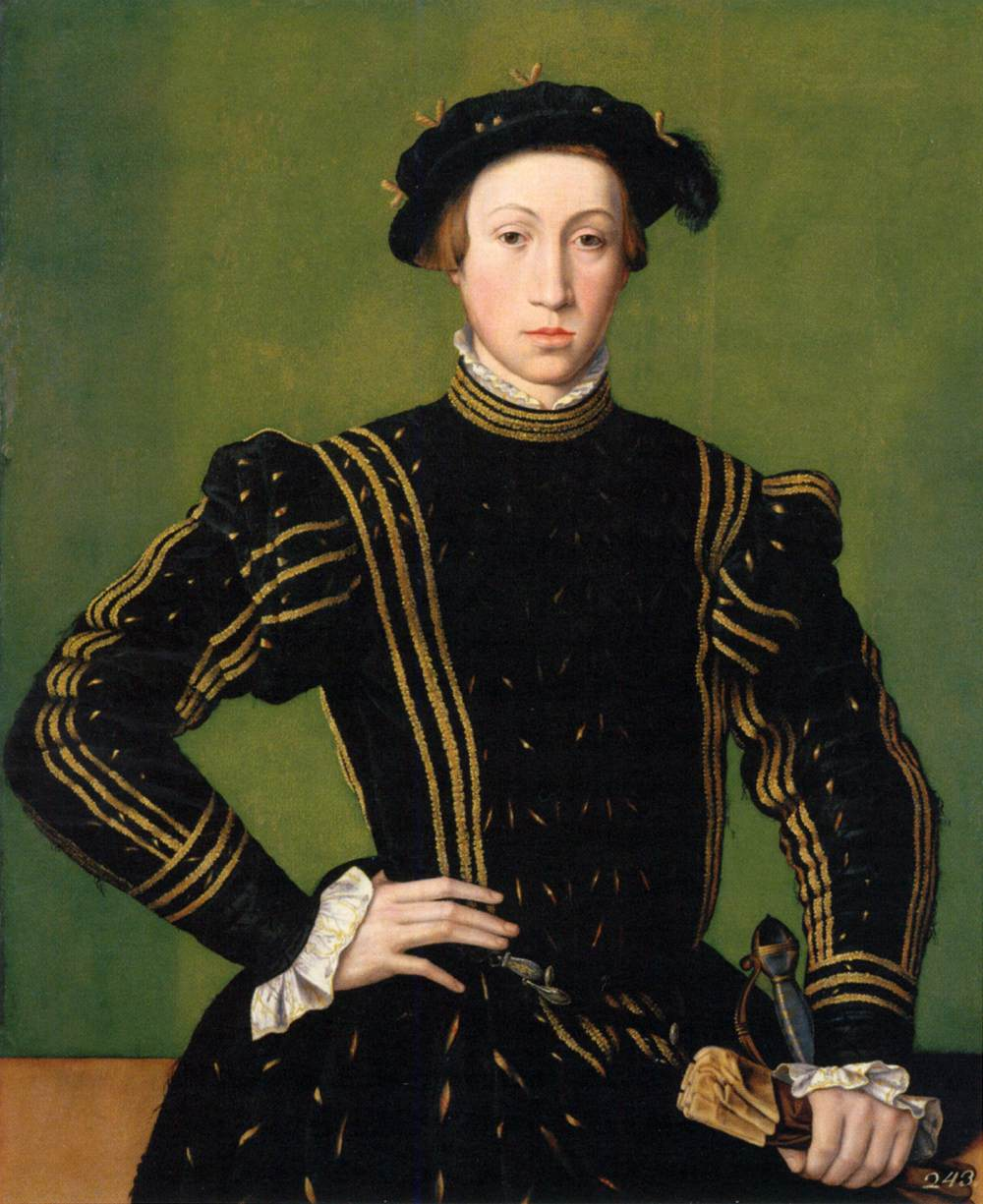
Maximilian II. als Jüngling

- 31. Juli: Maximilian II., Kaiser des Heiligen Römischen Reiches († 1576)
- 10. August: Barbara von Brandenburg, Herzogin von Brieg († 1595)
- 15. Oktober: Maria Manuela von Portugal, Infantin von Portugal († 1545)
- 16. Oktober: Johann Hermann, deutscher Mediziner († 1605)
- 21. Oktober: Louis I. de Lorraine-Guise, Kardinal der römisch-katholischen Kirche († 1578)
- 01. November: Pedro de Ribadeneira, spanischer Jesuit († 1611)
- 03. November: Tilemann Hesshus, deutscher lutherischer Theologe († 1588)
- 18. November: Luca Cambiaso, italienischer Maler († 1585)
- 01. Dezember: William Brooke, 10. Baron Cobham, englischer Adeliger und Politiker († 1597)
- 06. Dezember: Bernhard VIII., Graf zur Lippe († 1563)
- 23. Dezember: Hugo Donellus, französischer Jurist († 1591)
- 31. Dezember: Johannes Bugenhagen der Jüngere, deutscher lutherischer Theologe († 1594)

### Genaues Geburtsdatum unbekannt
- Benedictus Arias Montanus, spanischer Theologe und Orientalist († 1598)
- Barbara Blomberg, Geliebte Karl V. und Mutter von Don Juan de Austria († 1597)
- Urban Gaubisch, deutscher Buchdrucker († 1612)
- Bess of Hardwick, englische Adelige († 1608)
- Margaretha von der Marck-Arenberg, Gräfin von Arenberg († 1599)
- Hans Vredeman de Vries, niederländischer Maler und Architekt († 1609)
- Philippine Welser, Augsburger Patriziertochter und Landesfürstin von Tirol († 1580)

## Gestorben

### Erstes Halbjahr
- 05. Januar: Felix Manz, Zürcher Märtyrer der Täuferbewegung, durch Ertränken hingerichtet (* um 1498)
- 14. Januar: Stefan IV., Woiwode des Fürstentums Moldau (* 1506)
- 21. Januar: Juan de Grijalva, spanischer Entdecker (* 1490)
- 21. Januar: Jakob van Hoogstraten, Inquisitor in den spanischen Niederlanden (* um 1460)
- 10. Februar: Ludwig von Diesbach, Berner Staatsmann (* 1452)
- 10. März: Nam Gon, koreanischer Politiker sowie neokonfuzianischer Philosoph und Dichter (* 1471)
- 19. März: Christoph I., Markgraf von Baden (* 1453)
- 04. Mai: Shōhaku, japanischer Dichter (* 1443)
- 06. Mai: Charles de Bourbon-Montpensier, französischer Heerführer (* 1490)
- 10. Mai: Johann Hüglin, deutscher Pfarrer und evangelischer Märtyrer (* vor 1490)
- 17. Mai: Jacob Krum, Bürgermeister von St. Gallen (* 15. Jh.)
- 20. Mai: Hans Hergot, deutscher Buchdrucker, Buchhändler und protestantischer Autor (* 15. Jh.)
- 21. Mai: Michael Sattler, Persönlichkeit der ersten Täufergeneration (* um 1495)
- 09. Juni: Heinrich Finck, deutscher Kapellmeister und Komponist (* 1444/1445)

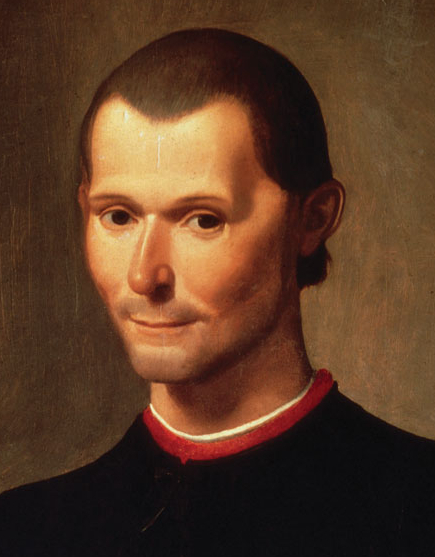
Niccolò Machiavelli

- 21. Juni: Niccolò Machiavelli, italienischer Politiker, Geschichtsschreiber und Dichter (* 1469)

### Zweites Halbjahr
- 28. Juli: Rodrigo de Bastidas, spanischer Eroberer (* vermutlich 1460)
- 03. August: Scaramuccia Trivulzio, italienischer Kardinal (* um 1465)
- 12. August: Jacques de Beaune, französischer Finanzpolitiker (* um 1445)
- 16. August: Leonhard Kaiser, lutherischer Theologe und Reformator (* um 1480)
- 06. September: Marx Treitzsaurwein, niederösterreichischer Politiker, Geheimschreiber Maximilians I. und Rat Karls V. (* um 1450)
- 09. September: Johann II. von Blankenfelde, Bischof von Reval und Dorpat, Erzbischof von Riga (* um 1471)
- 11. September: Charles I. de Croÿ, Fürst von Chimay (* 1455)
- 21. September: Kasimir, Markgraf von Brandenburg-Kulmbach (* 1481)
- 23. September: Charles de Lannoy, kaiserlicher Feldherr und Vizekönig des Königreichs Neapel (* 1487)
- 05. November: Maria von Tecklenburg, Äbtissin im Stift Freckenhorst
- 08. November: Hieronymus Emser, deutscher katholischer Theologe und Gegenspieler Martin Luthers (* 1478)
- 15. November: Katherine of York, englische Prinzessin (* 1479)
- 28. November: Thomas von Wickede, Bürgermeister der Hansestadt Lübeck (* 1470)
- 000November: Hans Denck, deutscher täuferischer Theologe, Humanist, Schriftsteller und Bibelübersetzer (* um 1500)
- 06. Dezember: Hans Hut, führende Persönlichkeit der Täuferbewegung (* um 1490)
- 000Dezember: Gerhard van Wou, niederländischer Glockengießer (* um 1440)

### Gestorben um 1527
- Huayna Cápac, König der Inka